# Boulevard Kéchâvarz
 (mai 2024).
Le boulevard Kéchâvarz, orthographié کِشاوَرز (kešâvarz) en persan, est une voie située dans le 6e arrondissement de Téhéran. D'abord nommé Nahr-e Karadj ou Ab-e Karadj, il est renommé boulevard Élisabeth à la suite de la visite d'Élisabeth II en Iran en 1961. Après la révolution de 1979, le boulevard est rebaptisé Kéchâvarz, puisqu'il jouxte le siège du ministère de l'agriculture, dit وِزارَتِ کِشاوَرزی (vezârat-e kešâvarzi) en persan. Le plan du boulevard est établi par Sarfaraz Ghazani (fa) dans les années 1950 ; il est construit en 2 ans. En 2015, le boulevard Kéchâvarz est reconnu patrimoine national.

## Situation et accès
Situé dans le 6e arrondissement de Téhéran, le boulevard Kéchâvarz est long de 1 700 mètres. D'une orientation est - ouest, il débute à la Place Valiasr (fa) et se termine à la rue Docteur Gharib. Sur la place Valiasr, il est joint par le Boulevard Karim-Khan-Zand (fa). Le long du boulevard coule jadis le ruisseau de Karaj (en persan نَهرِ کَرَج (Nahr-e Karaj)), cours d'eau issu du fleuve de Karadj s'écoulant à Behjat Abad et puis à Dar-al-Khilafah de Téhéran.

## Origine du nom
Le boulevard est d'abord nommé « Nahr-e Karadj » (c.-à-d. « Ruisseau de Karadj ») en vertu du ruisseau qui s'est écoulé le long de la localisation actuelle de cette voie. Chez la population locale, il est également connu sous le nom de « Boulevard Ab-e Karaj » (c.-à-d. « Eau de Karadj »),. En 1961 et à la suite de la voyage d'Élisabeth II en Iran, il est renommé Boulevard Élisabeth. Après la révolution de 1979 en Iran, le boulevard est rebaptisé Kéchâvarz, puisqu'il abrite le bâtiment du ministère de l'agriculture ou وِزارَتِ کِشاوَرزی (vezârat-e kešâvarzi) en persan.

## Historique
La construction du boulevard, conçu par Sarfaraz Ghazani (fa), a lieu dans les années 1950. Le projet dure 2 ans et coûte 60 millions de rials. En 2015, il est inscrit au patrimoine national d'Iran sous le numéro d'enregistrement 31321.

## Bâtiments remarquables
Situé à proximité du musée d'art contemporain de Téhéran et du siège du Ministère de l'agriculture Djihad (fa), le boulevard Kéchâvarz jouxte le parc Laleh au nord et l'université de Téhéran au sud.